# Museu da Energia de Itu
Museu da Energia de Itu é um museu que fica localizado em um grande sobrado do século XIX da cidade paulista de Itu. O edifício é um bem tombado pelo CONDEPHAAT e foi construído em 1847, sendo o museu fundado em 1999.
Em seu acervo, o museu possui itens arquivísticos, bibliográficos, museológicos e de patrimônios arquitetônicos. Além disso, conta com uma exposição permanente que retrata mais de cem anos de história, com objetos como lamparinas a óleo e eletrodomésticos de meados do século XX que mostram a mudança no cotidiano e a forma como nos relacionamos com a energia. 